# Super Bass
A Super Bass egy szám Nicki Minaj énekesnő és dalszövegíró első, Pink Friday című albumáról. Az album hetedik kislemezeként jelent meg egy amerikai rádióban 2011. április 5-én, majd május 13-án adták ki, mint kislemezt. A szám hiphop, pop, R&B és rap elemeket tartalmaz. Többségben pozitív véleményeket gyűjtött be magának a dal.

## Háttér
A dalt Nicki Minaj írta, Daniel Johnson és Ester Dean támogatásával, a produceri munkákat Kane látta el.
Egy interjúban Taylor Swift kérte az adott rádiót, hogy játsszák a számot, ezt követően pedig elő is adott belőle egy részletet.

## Videóklip
2011. március 10-én egy MTV-nek adott interjú során Nicki említette, hogy videót forgattak Sanaa Hamri rendezésével a dalra. Április 26-án egy ízelítőt mutatott be a felvételből. Eredetileg április 27-re tervezte a premiert, azonban csak május 5-én került fel az énekesnő VEVO csatornájára a teljes videóklip.

## Elért helyezések
| Slágerlista (2010)                 | Legjobb helyezés |
| ---------------------------------- | ---------------- |
| Ausztrália (ARIA)                  | 7                |
| Brazil (Billboard Hot 100 Airplay) | 20               |
| Franciaország (SNEP)               | 85               |
| US Billboard Hot 100               | 3                |
| US Rap Songs (Billboard)           | 2                |